# ابن بنت العراقي
علم الدين عبد الكريم بن علي العراقي عُرِف واشتهر باسم ابنُ بنتِ العراقي نسبةً إلى أمّه (1226 - 8 سبتمبر 1304) عالم مسلم مصري من القرن الثالث عشر الميلادي/ السابع الهجري. ولد بالقاهرة. عاش في الفترة بين نهاية الدولة الأيوبية وبداية الدولة المملوكية في مصر وبلاد الشام. أخذ الفقه عن ابن عبد السلام والحديث عن المنذري. وتصدر بجامع مصر ودرّس بمشهد الحسين و درّس الفقه بالقبة المنصورية وغيرها. مات بالقاهرة. له تصانيف منها في التفسير الإنصاف في مسائل الخلاف بين الزمخشري وابن المنير ومختصر في تفسير القرآن ومختصر في أصول الفقه.

## سيرته
هو عبد الكريم بن علي بن عمر الأنصاري الأندلسيٌُ أصلاً المصريُّ ولادةً ووفاةً الشافعي مذهبا، علم الدين ابن بنت الشيخ أبي اسحاق العراقي. ولد في القاهرة سنة 623 هـ/ 1226 م. أصله من وادي آش بالأندلس، قدم أبوه إلى مصر ، فولد بها، وقيل له العراقي نسبة إلى جده لأمه، وهو شارح المهذب (جده لأمه ليس من العراق وإنما رحل إلى العراق ثم عاد إلى مصر فقيل له العراقي). 

اعتنى عبد الكريم ابن بنت العراقي بالعلوم الشرعية فمهر في الفقه والأصول والعربية. و كان له اقتدار على التعليم وصبر على الطلبة حتى أن معظم من كان بالديار المصرية ممن قرأ عليه، ومثل بين يديه. وكان حسن الفكاهة ذا دعابة متواضعًا طارحًا للتكلف، كثير التودد والانبساط، لا يسأم من المذاكرة. عمی فی آخر عمره. 

يعد عبد الكريم ابن بنت العراقي من الفقهاء الشافعية ومفسرٌ. نعته الصفدي‌ في كتابه الوافي بالوفيات بأنه «كان كثيراً ما يشغل الطلبة بالعلم.... حسن المفاكهة، كثير الحكاية والنوادر، منبسط النفس.» 

توفي في القاهرة في 7 صفر 704 هـ/ 8 سبتمبر 1304 م. 

## مؤلفاته
- «مختصر في أصول الفقه»
- «مختصر في تفسير القرآن»، قال عنه الصفدي «احتوی على فوائده».
- «الإنصاف من الانتصاف بين الزمخشري وابن المنير» أو «الإنصاف في مسائل الخلاف بين الزمخشري وابن المنير»